# Т мобајл парк
Т мобајл парк (енгл. T-Mobile Park) је вишенаменски стадион, који се налази у Сијетлу, (Вашингтон, САД). То је домаћи терен Сијетл Маринерса из Мајор лиге бејзбол и има капацитет од 47.929 седишта. Налази се у кварту СоДо у Сијетлу, у близини западне крајње станице међудржавне магистрале 90. У власништву је и под управом је округа јавних објеката Државног бејзбол стадиона главне лиге у Вашингтону. Прва утакмица на стадиону одиграна је 15. јула 1999. године.
Током 1990-их, прикладност оригиналног стадиона Маринерса, „Кингдом”, као МЛБ објекта доведена је у питање, а власничка група тима је запретила да ће преселити тим. У септембру 1995. гласачи округа Кинг одбили су изборну меру за обезбеђивање јавног финансирања за нови бејзбол стадион. Убрзо након тога, први наступ Маринерса у МЛБ постсезони и њихова победа у Серији дивизије америчке лиге 1995. (АЛДС) оживели су жељу јавности да задрже тим у Сијетлу. Као резултат тога, законодавно тело државе Вашингтон одобрило је алтернативни начин финансирања стадиона јавним новцем. Локација, јужно од округа Кинг, изабрана је у септембру 1996, а изградња је почела у марту 1997. Обвезнице издате за финансирање Сафеко поља повучене су 1. октобра 2011. године, пет година раније него што се очекивало.
Т-Мобиле Парк се такође користи за аматерске бејзбол догађаје, укључујући државно првенство средњих школа Вашингтон Интерсколастик активитис асоцијејшн и једну утакмицу „Вашингтон хаскиса” по сезони. Главни догађаји који нису били бејзбол који су одржани у Т-Мобил парку укључују Сијет боул 2001. и ВрестлеМаниа XIX 2003. године, који су привукли рекордну посећеност стадиона од 54.097.
Стадион је првобитно носио назив Сафеко филд према 20-годишњем уговору о правима на име са Сафеко осигурањем из Сијетла. Т-Мобиле је стекао права за именовање 19. децембра 2018. године, а промена имена је ступила на снагу 1. јануара 2019. године.

### Капацитет стадиона за седење
| Година    | Капацитет |
| --------- | --------- |
| 1999–2003 | 47.116    |
| 2004–2008 | 47.447    |
| 2009–2011 | 47.878    |
| 2012      | 47.860    |
| 2013–2014 | 47.476    |
| 2015      | 47.574    |
| 2016–2017 | 47.943    |
| 2018      | 47.715    |
| 2019      | 47.929    |

### Фудбал
Стадион је био домаћин неколико фудбалских утакмица пре отварања Лумен поља, који је био дизајниран за фудбал. Да би се припремили за фудбалске утакмице, терен мора бити обрађен да би се прекрио и заменио земљаним тереном.
Другог марта 2002. године, мушка фудбалска репрезентација Сједињених Држава је играла са Хондурасом у пријатељској утакмици, победивши резултатом 4 : 0 пред тада рекордном бројем посетилаца од 38.534.
Стадион је био домаћин четири утакмице током Конкакафовог златног купа за жене 2002. у новембру, укључујући две утакмице са женском фудбалском репрезентацијом Сједињених Држава, као део квалификација за Светско првенство у фудбалу за жене 2003. године. Прва утакмица, САД против Панаме, имала је посету 21.522 гледаоца, другој утакмици, САД против Костарике, присуствовало је 10.079 навијача.
| Датум             | Екипа 1          | Резултат | Екипа 2           | Такмичење                                                | Гледалаца |
| ----------------- | ---------------- | -------- | ----------------- | -------------------------------------------------------- | --------- |
| 2. март 2002.     | Сједињене Државе | 4 : 0    | Хондурас          | Пријатељска                                              | 38.534    |
| 2. новембар 2002. | Мексико          | 2 : 0    | Тринидад и Тобаго | Конкакафов Златни куп у фудбалу за жене 2002. Прво коло  | —         |
| 2. новембар 2002. | Сједињене Државе | 9–0      | Панама            | Конкакафов Златни куп у фудбалу за жене 2002. Прво коло  | 21.522    |
| 6. новембар 2002. | Канада           | 2 : 0    | Мексико           | Конкакафов Златни куп у фудбалу за жене 2002. Полуфинале | —         |
| 6. новембар 2002. | Сједињене Државе | 7–0      | Костарика         | Конкакафов Златни куп у фудбалу за жене 2002. Полуфинале | 10 : 079  |